# Claoxylon centenarium
Claoxylon centenarium là một loài thực vật có hoa trong họ Đại kích. Loài này được Koidz. mô tả khoa học đầu tiên năm 1919.